# FC Torinese
FC Torinese was een Italiaanse voetbalclub uit Turijn, Piëmont. De club werd in 1894 opgericht en had zwart-geel als clubkleuren.
De club was een van de sterkste clubs van het land in de begindagen van het voetbal en was een van de vier clubs die in 1898 meedeed aan het allereerste Italiaanse landskampioenschap. In de halve finale verloor de club van Internazionale Torino.
In 1899 verloor de club met 2-0 van Ginnastica Torino maar in 1900 kon de club eindelijk doorstoten naar de finale. Er waren 3 kwalificatie wedstrijden, Torinese versloeg Ginnastica met 3-1, Juventus met 1-0 en AC Milan met 3-0. In de finale verloor de club met 1-0 van Genoa 1893.
Na een jaar rustpauze in 1901 nam de club opnieuw deel aan het kampioenschap in 1902 en strandde in de halve finale tegen opnieuw Genoa met 3-4 n.v.
De volgende twee seizoenen werd de club telkens door Juventus uitgeschakeld in de eerste kwalificatiewedstrijd (5-0 en 1-0). Ook in 1905 zou Juventus de tegenstander zijn maar toen trok Torinese zich terug. Het volgende seizoen verdween de club en werd FC Torino opgericht.